# Nsork
Nsork (również Nsoc, Nsok) – miasto w południowo-wschodniej kontynentalnej części Gwinei Równikowej, w prowincji Wele-Nzas, w dystrykcie Nsork. W 2005 roku liczyło 3769 mieszkańców. W mieście znajduje się hotel Mbabundomo, oraz restauracja Restaurante Senegalese. Przez miasto przebiega droga prowadząca z Mongomo do Oveng. Na wschód od miasta znajduje się Park Narodowy Los Altos de Nsork.